# منطقه‌گرایی (هنر)

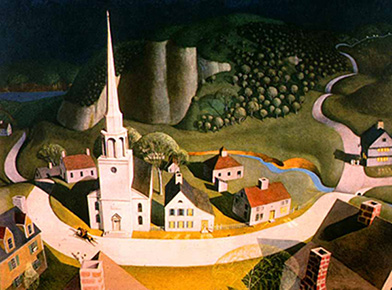
تاخت نیمه‌شب پل ریور (۱۹۳۱) اثر گرنت وود، موزه متروپولیتن، نیویورک.

منطقه‌گرایی (انگلیسی: Regionalism)یا دیارگرایی جنبش هنریِ واقع‌گرا و مدرنی است در نقاشی، نقاشی‌های دیواری، لیتوگرافی و تصاویری که صحنه‌های واقع‌گرایانه‌ای از شهرهای روستایی و کوچک آمریکا را اغلب در غرب میانه و جنوب عمیق به تصویر می‌کشد. این جنبش در پاسخ به رکود بزرگ آغاز شد و در دهه ۱۹۴۰، با پایان یافتن جنگ جهانی دوم و فقدان توسعه در جنبش، پایان گرفت. اوج محبوبیت این جنبش در ۱۹۳۰ تا ۱۹۳۵ است چراکه باوجود رکود بزرگ، تصاویر اطمینان‌بخشی از قلب آمریکا به نمایش می‌گذاشت. با وجود تفاوت‌های عمده سبکی بین هنرمندان، هنر دیارگرا عموماً به شیوه‌ای محافظه‌کارانه و با سبکی سنتی به حساسیت‌های عمومی آمریکایی متوسل می‌شد درحالی‌که موکداً مخالف سلطه ادراکیِ هنر فرانسوی بود. از میان هنرمندان نام‌آور این سبک می‌توان به گرنت وود و اندرو وایت و از میان آثار ایشان، به گوتیک آمریکایی (۱۹۳۰) اثر وود اشاره کرد.